# Joan Collins

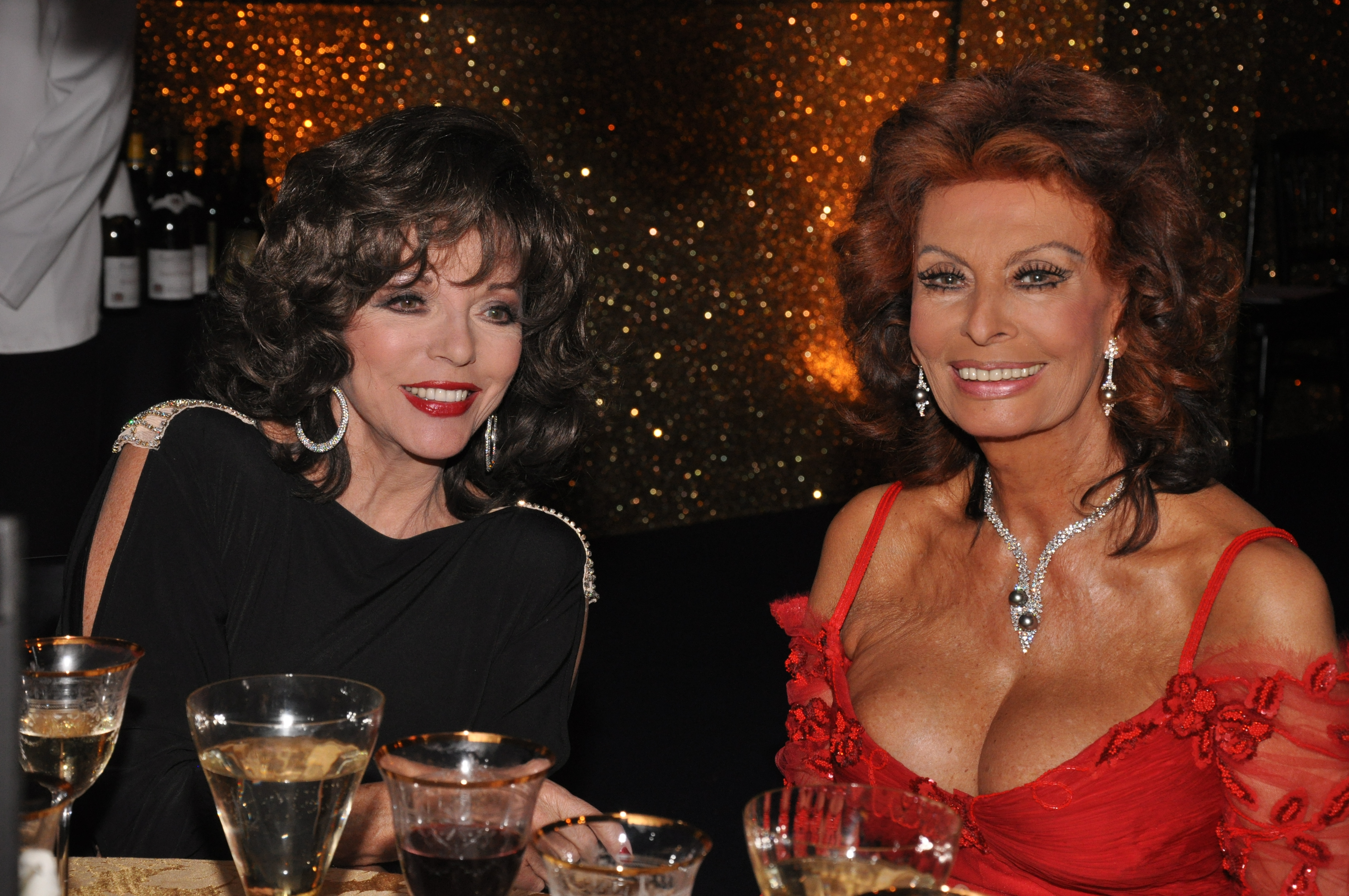
Joan Collins e Sophia Loren

Joan Henrietta Collins,OBE  (Londres, 23 de maio de 1933) é uma atriz, escritora e colunista britânica. Ela estreou no teatro aos nove anos de idade, treinou na Royal Academy of Dramatic Art (RADA), participou de filmes britânicos em 1951 e foi para Hollywood sob contrato com a 20th Century Fox em 1955.
Em 1981, conseguiu o papel de Alexis Colby, ex-esposa vingativa e ardilosa de Blake Carrington, personagem de John Forsythe, na soap opera Dinastia dos anos 80, que a transformou em uma estrela internacional e lhe rendeu um Globo de Ouro de Melhor Atriz em 1982.
Em 2015, ela foi condecorada dame pela rainha Elizabeth II pelos serviços prestados à caridade.

## Carreira
Joan Collins ficou famosa ao interpretar o papel de Alexis Carrington Colby na série de televisão americana Dynasty. É irmã da escritora Jackie Collins. Fez uma participação especial na Série Clássica Star Trek: The City on the Edge of Forever (A Cidade a Beira da Eternidade) no papel de "Edith Keeler". Fez uma participação no seriado Contos de Fadas - João e Maria de 1977, interpretando 2 papeis. Em 2018, Joan apareceu em American Horror Story: Apocalypse como Evie Gallant.

## Vida privada
Em 2014, Joan Collins revelou que foi violada quando tinha 17 anos pelo ator Maxwell Reed, que viria a ser o seu primeiro marido.